# Lampasas megye
Lampasas megye az Amerikai Egyesült Államokban, azon belül Texas államban található. Megyeszékhelye és legnagyobb városa Lampasas. Lakosainak száma 21 627 fő (2020. április 1.). Lampasas megye Bell, Mills, San Saba, Hamilton, Coryell és Burnet megyékkel határos.

## Népesség
A megye népességének változása:
| Lakosok száma | 19 731 | 19 933 | 20 146 | 20 222 | 20 588 | 21 027 | 21 627 |
|               | 2010   | 2011   | 2012   | 2013   | 2015   | 2017   | 2020   |